# Kesen
Kesen — метеорит-хондрит масою 135000 грам.

Метеорит Kesen